# CHERUB
CHERUB é uma série de livros de espionagem para adolescentes escrita pelo escritor britânico, Robert Muchamore, focada numa divisão fictícia do Serviço de Segurança Britânico chamada CHERUB, que emprega crianças, predominantemente, com 17 anos ou menos como agentes de inteligência.
Inicialmente, a série segue James Choke, também conhecido como James Adams, à medida que ele entra na CHERUB e realiza várias missões. A série inicial de 12 romances vai desde o recrutamento de Adams aos 11 anos até à sua reforma de CHERUB aos 17 anos. A segunda série de cinco romances, Aramov, segue Ryan Sharma, outro agente CHERUB; James Adams reaparece nesta série como funcionário da CHERUB.
Muchamore também escreveu uma série de sete partes chamada Henderson's Boys, que decorre durante a Segunda Guerra Mundial e explica como CHERUB foi fundada, seguindo o caminho de um órfão francês de 12 anos chamado Marc Kilgour que conhece Charles Henderson e mostra-lhe o quanto as crianças podem ajudar a ganhar a guerra. Henderson, seguindo isto, cria uma pequena unidade de crianças para serem treinadas em espionagem.
A série alcançou grande sucesso crítico. Christopher Middleton do The Times chamou à série "convincente" e elogiou a forma como permite aos leitores "crescer com as personagens". Após o seu lançamento no Reino Unido, os livros foram lançados nos Estados Unidos, Nova Zelândia e Austrália, e foram traduzidos para várias línguas, incluindo polaco, francês, dinamarquês, espanhol, russo, checo, norueguês, estoniano e português. Mais de 15 milhões de cópias foram vendidas. Foi sugerida uma adaptação cinematográfica em 2009, mas nunca foi dada mais nenhuma informação. In 2018, Sony announced they were developing a TV series based on the CHERUB books. Em 2018, a Sony anunciou que estava a desenvolver uma série de televisão baseada nos livros CHERUB.

## Coleções existentes

### Série original
1. O Recruta (15 de Abril de 2004)
2. O Traficante (14 de Outubro de 2004)
3. Segurança Máxima (14 de Abril de 2005)
4. O Golpe (13 de Outubro de 2005)
5. A Seita (6 de Abril de 2006)
6. Olho Por Olho (19 de Outubro de 2006)
7. A Queda (15 de Março de 2007)
8. Cães Danados (1 Outubro de 2007)
9. O Sonâmbulo (7 de Fevereiro de 2008)
10. O General (4 de Setembro de 2008)
11. Gangues (3 de Setembro de 2009)
12. Tsunami (27 de Agosto de 2010)

### Aramov
1. República Popular (Agosto de 2011)
2. Anjo da Guarda (Agosto de 2012)
3. Um Dia Negro (Setembro de 2013)
4. Vingança (Agosto de 2014)
5. Novo Exército (Junho de 2016)

### Henderson's Boys
1. A Fuga (Fevereiro de 2009)
2. O Dia da Águia (Junho de 2012)
3. A Arma Secreta (Fevereiro de 2010)
4. Lobos Cizentos (Fevereiro de 2011)
5. O Prisioneiro (Fevereiro de 2012)
6. Tiros Certeiros (Novembro de 2012)

## Publicações internacionais
Os livros CHERUB foram publicados em 27 países.
| Primeira data de publicação | País |
| --------------------------- | --- |
| 2004                        | - Reino Unido - Austrália - Canada - Irlanda - Nova Zelândia - United States                                              |
| 2005                        | - Alemanha - Rússia |
| 2007                        | - Belgium - China - República Checa - Dinamarca - Estónia - França - Países Baixos - Húngria - Polónia - Portugal - Suiça |
| 2008                        | - Índia - Japão - Espanha                                                                                                 |
| 2009                        | - Roménia - Suécia - Turquia - Sérvia                                                                                     |